# Limnodynastes
Limnodynastes là một chi động vật lưỡng cư trong họ Limnodynastidae, thuộc bộ Anura. Chi này có 11 loài và không bị đe dọa tuyệt chủng.

## Hình ảnh

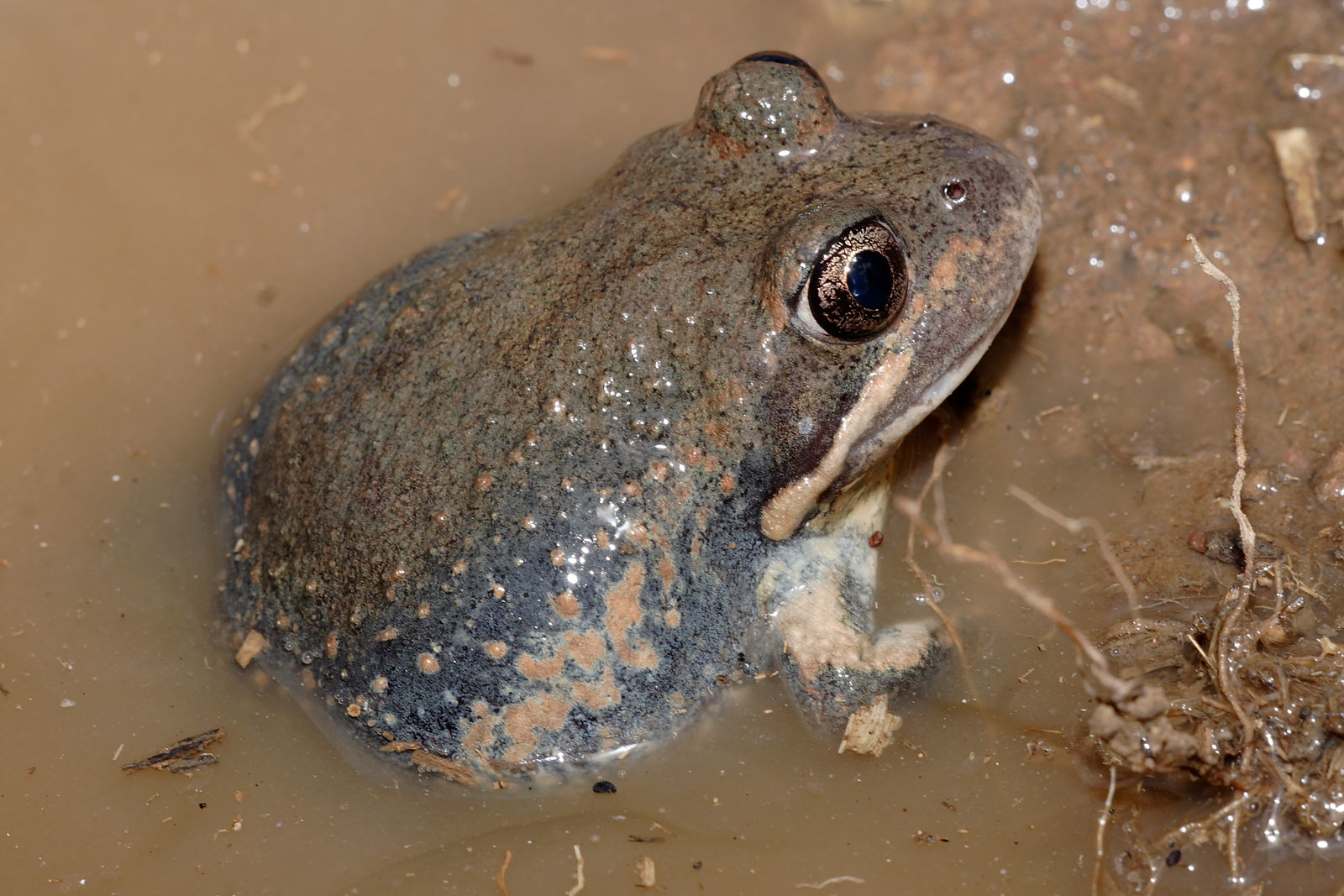
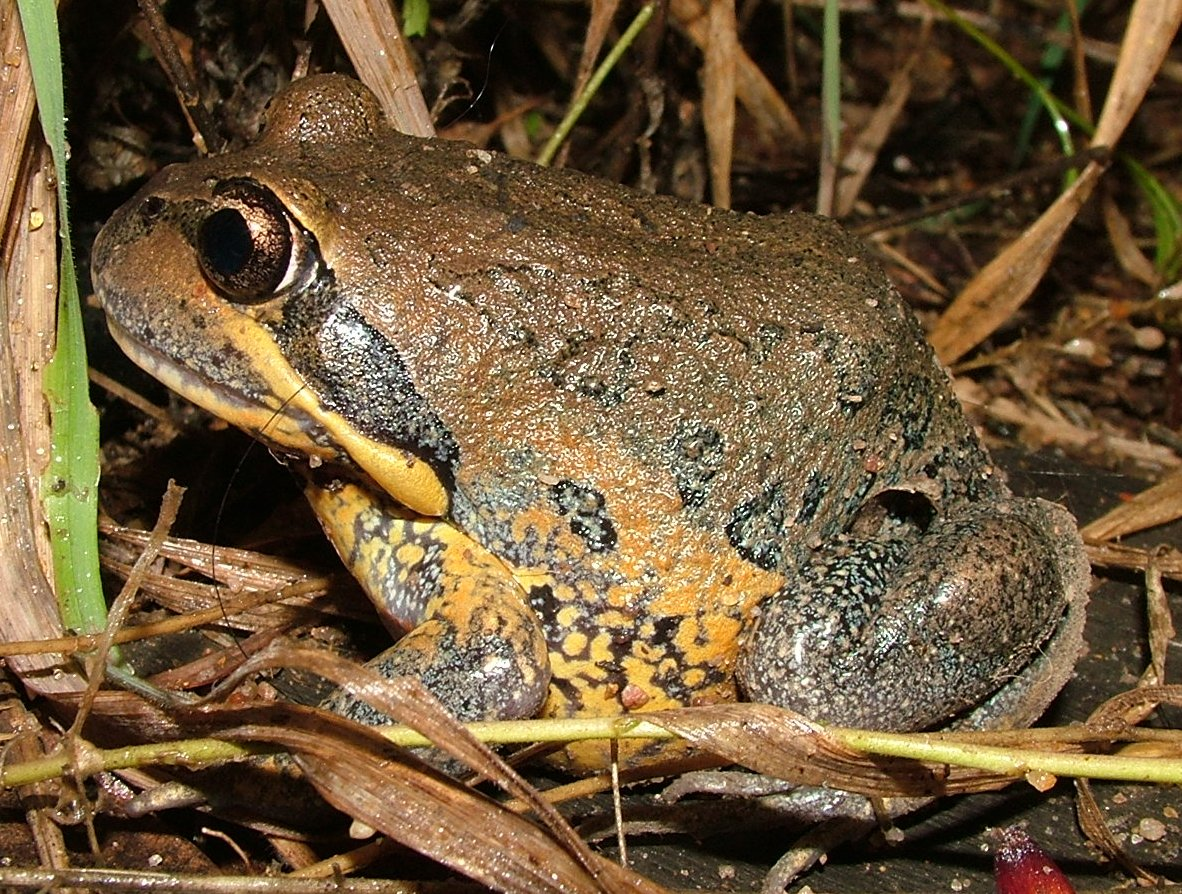
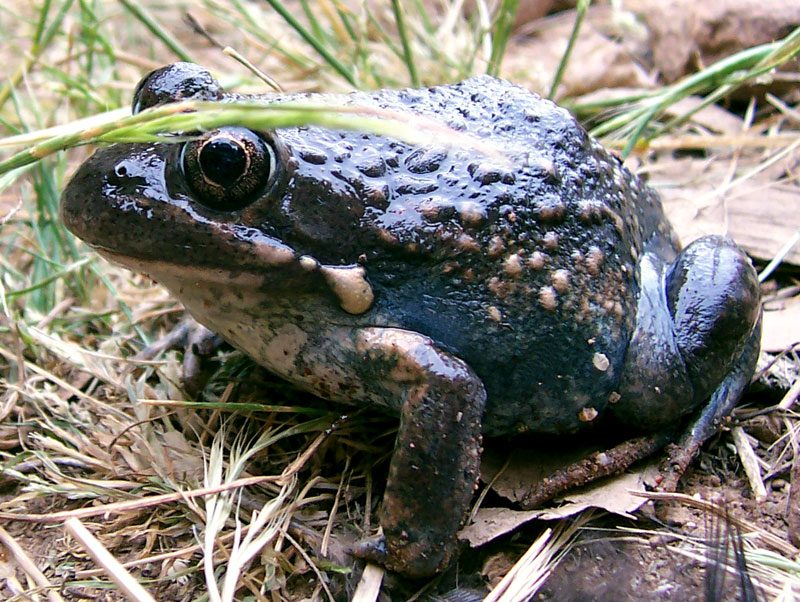